# Rete filoviaria di Bologna
La rete filoviaria di Bologna consta di 5 linee: 13, 14, 15, 32 e 33.
La rete interessa i territori comunali di Bologna, San Lazzaro di Savena (linea 15) e Pianoro (linea 13).

## Storia

### Il primo impianto filoviario (1940-1945)

Mappa della prima linea bolognese

Nella seconda metà degli anni trenta, in molte città italiane era in corso una riduzione progressiva delle reti tranviarie e la loro sostituzione con le reti filoviarie, ritenute più moderne, più confortevoli e di gestione meno onerosa.
Anche a Bologna, all'epoca servita da una vasta rete tranviaria, si decise di sostituire progressivamente i tram con i filobus; la prima linea, attivata nel 1940, sostituì la tranvia n. 12 sullo stesso percorso, raggiungendo lungo un percorso collinare il Complesso di San Michele in Bosco, con il capolinea centrale in piazza del Francia.
Dopo pochi mesi l'Azienda, soddisfatta dei risultati ottenuti, prolungò la linea fino a San Donato, in sostituzione della tranvia n. 8 (ragione per cui la filovia ebbe il numero 8/12); la linea, ora diametrale, raggiunse una lunghezza di 3,679 km.
Per l'esercizio vennero inizialmente noleggiati dei mezzi dalle reti di Milano e di Sanremo, in attesa della consegna di dieci vetture ordinate dall'ATM alla OM di Brescia, le quali però non furono mai consegnate per motivi bellici.
Nelle ultime fasi del conflitto, le vetture vennero requisite dall'occupante tedesco ed inviate in Germania, rendendo così impossibile la prosecuzione dell'esercizio; a partire dal 22 gennaio 1945 vennero ripristinate le linee tranviarie preesistenti (i binari non erano mai stati rimossi), ed al termine del conflitto l'esercizio filoviario non fu ripristinato, preferendo concentrare gli sforzi sulla riparazione delle tranvie danneggiate.

### La rete del dopoguerra (1955-1982)
La seconda rete filoviaria fu attivata nel 1955 in previsione della sostituzione totale dell'esercizio tranviario (completamente eliminato nel 1963). Tuttavia le filovie non raggiunsero mai una grande estensione, restando sempre minoritarie rispetto alle autolinee.

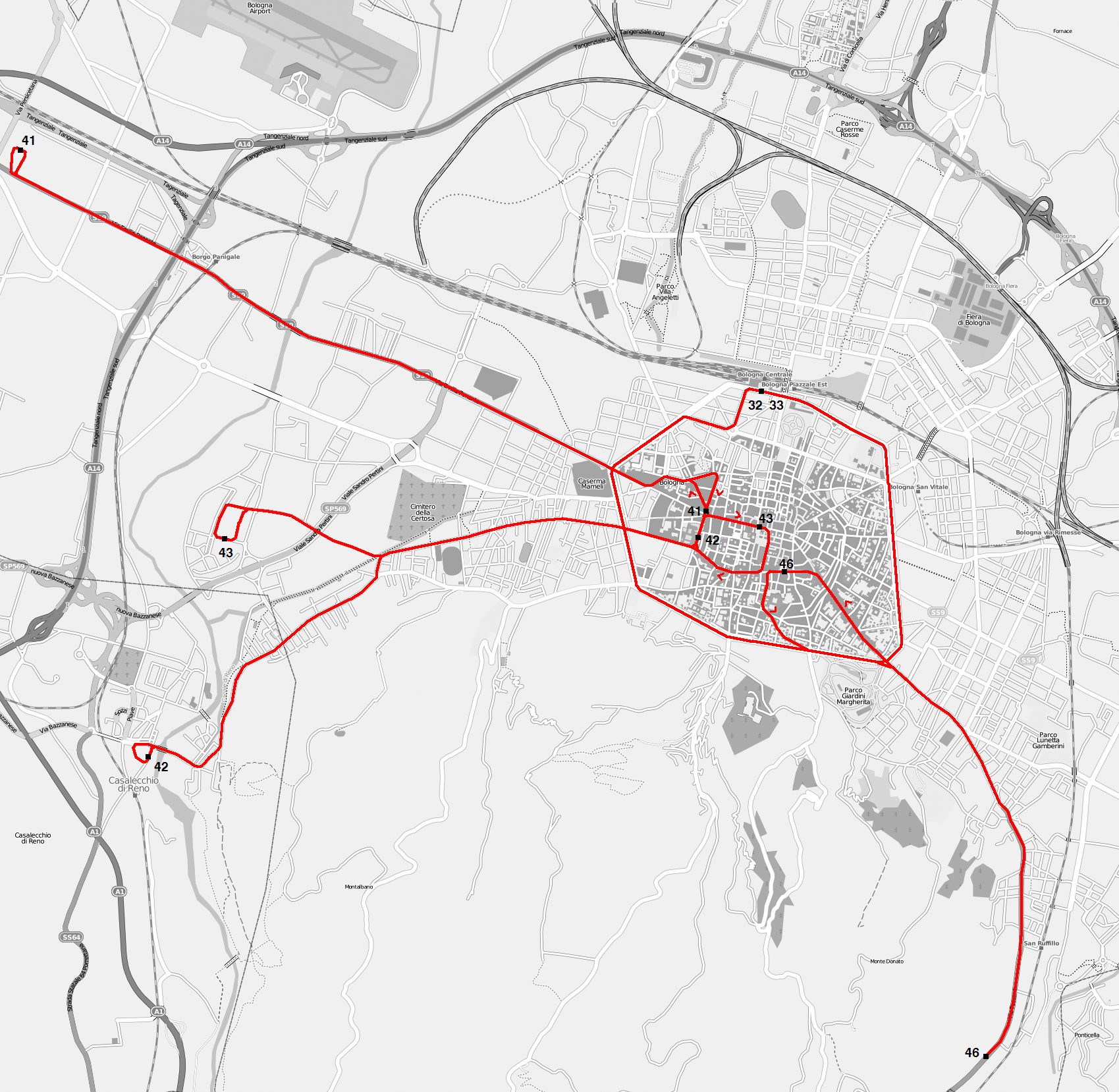
Pianta della rete (1976)

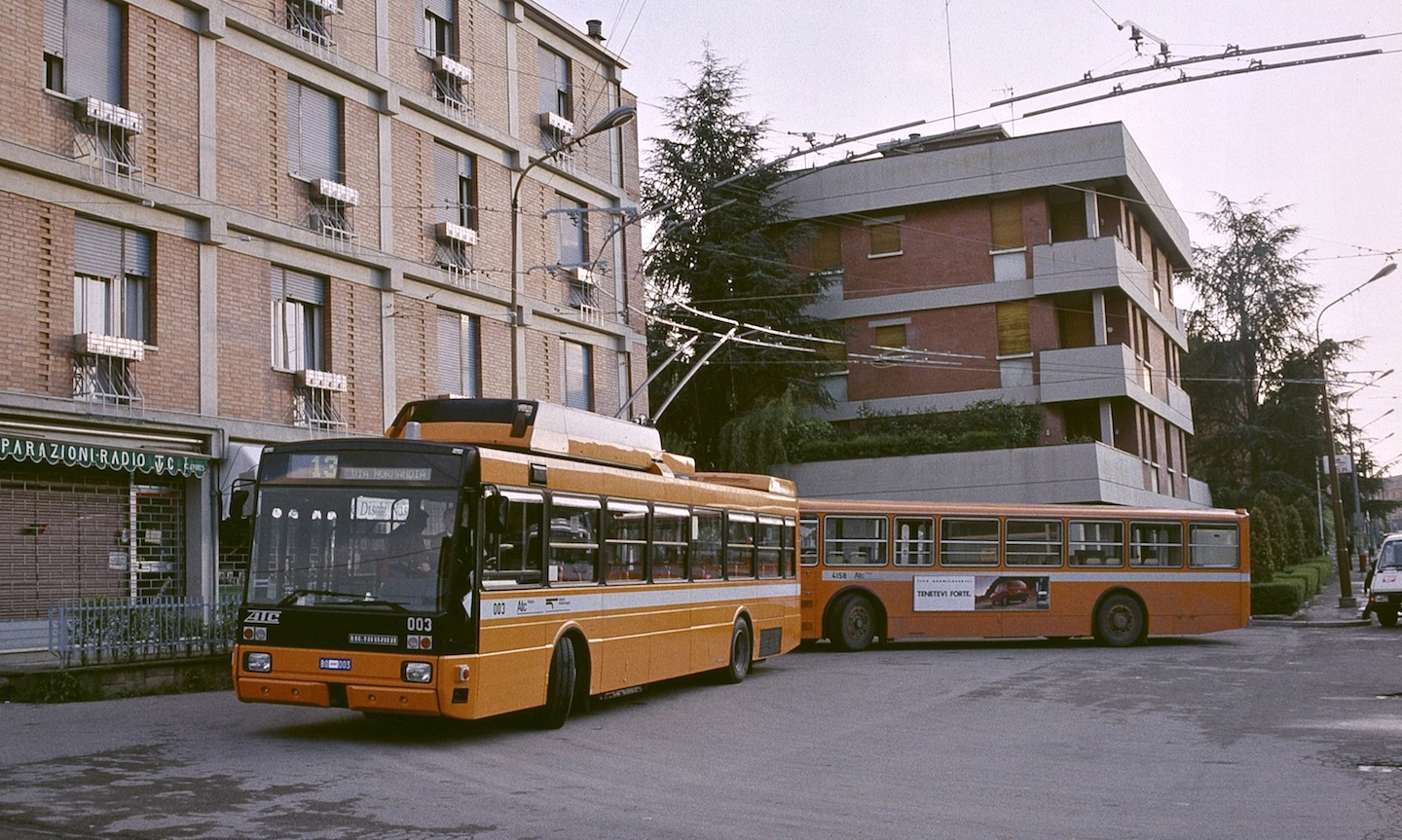
Filobus Menarini al vecchio capolinea Ponte Savena nel 1991

Al tempo della sua massima estensione (fra gli anni sessanta e settanta) la rete era composta di 2 linee circolari e 4 radiali.
- 32 Circolare esterna destra
- 33 Circolare esterna sinistra
- 41 Via Lame - Villaggio INA Casa (Borgo Panigale)
- 42 Piazza Malpighi - Casalecchio
- 43 Piazza Maggiore - Villaggio CEP (Quartiere Barca)
- 46 Piazza Minghetti - San Ruffillo

La linea 42, con capolinea esterno a Casalecchio di Reno, era l'unica ad uscire dal territorio comunale; essa svolgeva servizio integrato con la ferrovia Casalecchio-Vignola. Sulle linee radiali erano presenti anelli di ritorno in punti intermedi del percorso:
- linea 41: al Palasport, alla Cinta Daziaria e a Borgo Panigale (Via della Salute)
- linea 42: alla Croce di Casalecchio
- linea 43: allo Stadio
- linea 46: a Chiesa Nuova e in Via della Direttissima

Oltre ai percorsi di linea erano attrezzati con bifilare anche i percorsi per il deposito Zucca (lungo Via Matteotti e Via Ferrarese) e per il Deposito Battindarno (lungo Via Battindarno, da Via della Barca e da Via Emilia Ponente). Tutte le linee erano inoltre fra loro interconnesse da brevi tratti di bifilare di servizio. Erano presenti bifilari di ricovero e posteggio in piazza San Francesco ed al Baraccano (Via Santo Stefano) ed una connessione tra linea 32 e 33 presso piazza dei Martiri.
In passato le sottostazioni elettriche erano così dislocate:
- linee 42 e 43: Deposito Zucca, Tofane, Croce di Casalecchio con feeder di corrente lungo la linea;
- linea 41: Deposito Zucca, Tofane e Borgo Panigale, sempre con feeder di corrente;
- linea 46: Deposito Zucca, Carducci e Pontevecchio, sempre con feeder di corrente;
- linee 32 e 33: Deposito Zucca e Carducci.

La sottostazione di Pontevecchio risultava relativamente lontana dalla linea 46 in quanto alimentava sia la linea di San Ruffillo che San Lazzaro. Molto interessante architettonicamente è il fabbricato della sottostazione Tofane, restaurato, mentre la sottostazione Pontevecchio è ora in disuso, sostituita dalla Murri (Via delle Armi). La sottostazione Croce di Casalecchio, anch'essa non in uso, è ubicata presso la sede della vecchia linea tranviaria di Casalecchio, pedonalizzata. Tutte le sottostazioni erano equipaggiate con gruppi convertitori a vapore di mercurio polianodici. Ogni linea era alimentata in più punti ma non sezionata ed isolata nei tratti, per cui un eventuale cortocircuito disalimentava tutta la linea.
Gli interruttori sia da palo che in vano chiuso erano:
- linee 42 e 43: presso il sottopassaggio in piazza Re Enzo, allo Stadio, alla Croce di Casalecchio (solo linea 42) con cavo feeder presso l'incrocio fra via de' Carbonesi e via D'Azeglio.
- linea 41: a Porta San Felice e all'incrocio fra via Timavo e Borgo Panigale;
- linee 32 e 33: a Porta Santo Stefano e Porta San Felice;
- linea 46: presso Piazza Minghetti, Porta Santo Stefano e molino Parisio.

A testimonianza della presenza ai tempi passati di linee di alimentazione provenienti dal Deposito Zucca si possono ancora vedere i vecchi tombini ATM e ATC nelle vie del centro storico di Bologna.
Analogamente ad altre città italiane, la rete filoviaria conobbe un declino nella seconda metà degli anni settanta, con soppressione graduale delle linee (trasformate in autolinee), fino alla chiusura dell'ultima (la 41) il 16 settembre 1982.

### Dal 1990 al 2023
La linea aerea non fu tuttavia smantellata, e ciò ne permise in seguito il recupero, che portò, nel 1990 all'inaugurazione della nuova linea 13, diametrale da Borgo Panigale a San Ruffillo, risultante dall'unione delle vecchie linee 41 e 46, con alcune modifiche di percorso nella parte centrale. Le prime corse sulla nuova linea iniziarono il 3 gennaio 1991.
Il 14 ottobre 2002 seguì la riattivazione delle circolari 32 e 33. Con un ritardo di quasi 10 anni, infine, il 24 settembre 2012 seguì l'attivazione della linea 14, filoviarizzata su parte del percorso. Dopo che nel 2014 vennero tolti i filobus dalle linee 32 e 33, nel settembre del 2018 sono stati reintrodotti.
Il 1º luglio 2020 seguì l'attivazione della nuova linea 15, da Piazza XX Settembre a San Lazzaro Pertini.

#### Crealis

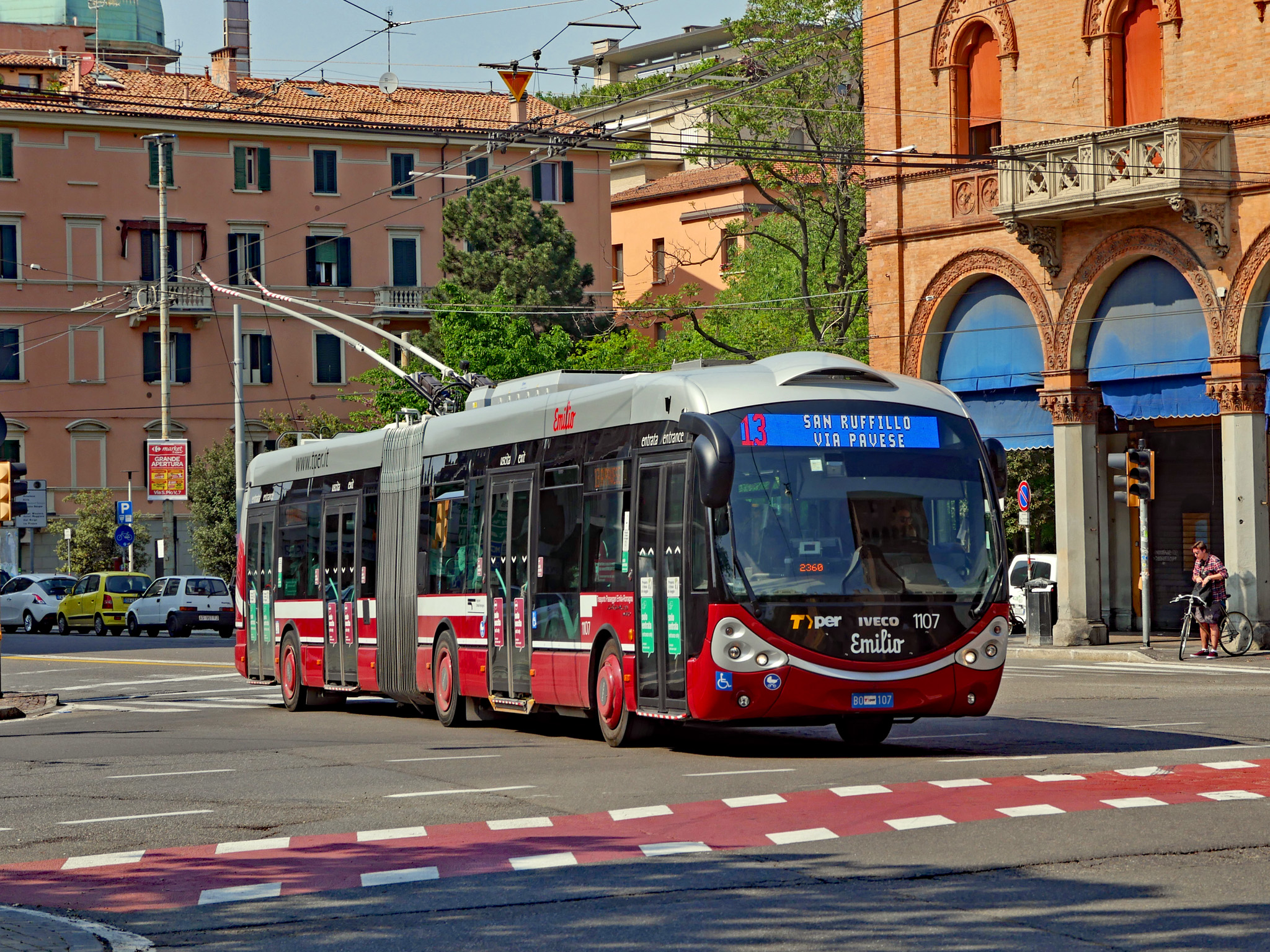
Filosnodato Iveco Bus Crealis Neo 18, aprile 2017

Dopo numerosi lavori di adattamento è entrato in funzione il 2 febbraio 2016 un nuovo filobus denominato Crealis Neo 18. Si tratta di filobus a parziale guida ottica, che sostituisce il precedente modello Civis. La linea ottica per l'accostamento preciso alle fermate appositamente rialzate è in funzione solo sulla linea 15.

### Dal 2023
Dal 2023, con l'avvio dei cantieri di realizzazione della nuova rete tranviaria di Bologna, la rete filoviaria subisce alcune riduzioni.
Dal 15 settembre 2023, la linea filoviaria 13 viene limitata al solo ramo est (da Rastignano a Piazza Malpighi), mentre il ramo ovest - che percorre in gran parte la via Emilia Ponente, interessata dai lavori della linea rossa del tram - viene servito da una linea di nuova istituzione, la 23, effettuata con bus a trazione termica.
Dal 21 ottobre 2023, in seguito alla chiusura di via San Vitale per il monitoraggio dello stato della torre Garisenda, il tratto di bifilare lungo via San Vitale diventa inutilizzato, per essere definitivamente rimosso dopo poche settimane: la linea 14 in direzione ovest viene deviata sulle vie Irnerio, Indipendenza e Ugo Bassi, che i filobus percorrono ad aste abbassate.

## Rete

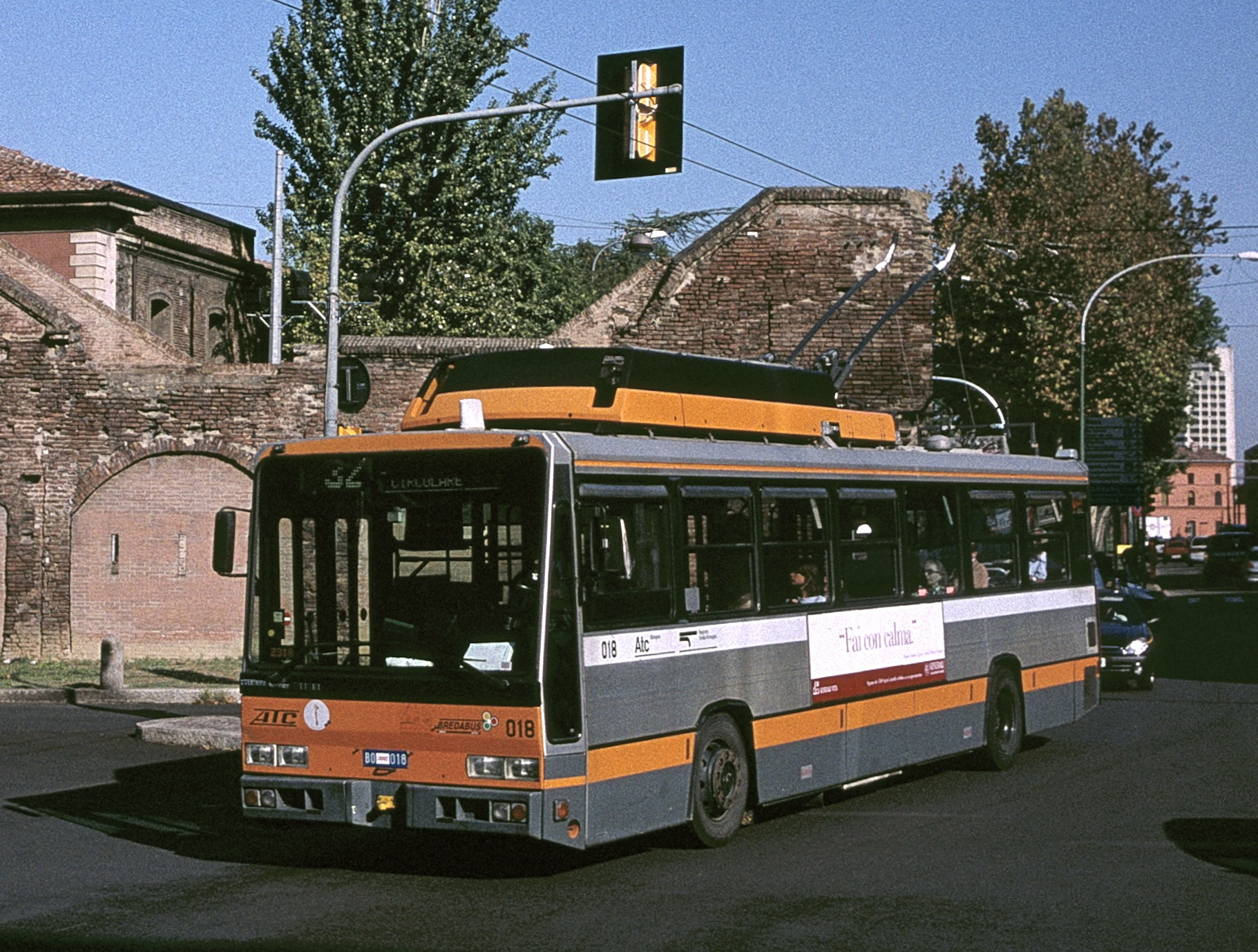
Filobus Breda sulla linea 32 nel 2003

Le 5 linee filoviarie di Bologna sono:
- Linea 13/13A: Piazza Malpighi/Piazza Cavour - San Ruffillo - Rastignano
- Linea 14/14A/14C: Barca - Ospedale S. Orsola - Due Madonne/Pilastro
- Linea 15: Piazza XX Settembre - San Lazzaro Pertini
- Linea 32: Circolare destra
- Linea 33: Circolare sinistra

Fino al 2012, la 13 era alimentata con una tensione di 600 V; le altre linee avevano invece una tensione di 750 V. In seguito, l'intera rete è stata convertita a 750 V.

### Linea 13/13A
Nasce dall'unione delle precedenti filovie 41 e 46 ed è stata attivata nel 1990 sul tracciato San Ruffillo (Ponte Savena) - Borgo Panigale (INA Normandia).
Tale linea inizialmente era alimentata da 5 sottostazioni elettriche di conversione (Borgo Panigale, Tofane, Avesella, Carducci, Murri): nel corso del 2005 si è proceduto allo smantellamento della stazione di conversione Avesella (a causa di incompatibilità urbanistiche), unendo le tratte elettriche Timavo-Centro e Centro-Porta Santo Stefano, in un'unica tratta Timavo-Porta Santo Stefano.
Fra il 2004 e il 2007 si sono svolti i lavori per il prolungamento della linea in direzione di via Pavese, con il conseguente spostamento del capolinea di San Ruffillo dal Ponte Savena a via Pavese e la costruzione di una nuova sottostazione elettrica di conversione in via Pavese per l'alimentazione del prolungamento.
Con l'entrata dell'orario estivo nel 2017 è entrata in servizio la nuova diramazione, denominata, 13A. La linea termina nel nuovo capolinea di Rastignano Ponte delle Oche, nel comune di Pianoro, con un prolungamento della linea filoviaria di circa 1100 metri. I lavori furono iniziati nella seconda parte del 2013 per concludersi alla fine del 2015.
Dal 15 settembre 2023, la sezione occidentale della linea 13 da Via Lame a Borgo Panigale ha ricevuto una nuova numerazione in linea 23, operante mediante autobus. Da allora, la linea 13 termina in Piazza Malpighi dal Lunedì al Venerdì, mentre di sabato, domenica e fesrivi termina in Piazza Cavour. I bifilari di tale tratto sono stati smantellati anche in vista della costruzione della nuova Rete tranviaria di Bologna, la quale sostituirà poi la linea 23 una volta aperta. 
Sulla linea 13 circolano i mezzi di tipo Solaris Trollino e Irisbus Crealis Neo. A partire dal 2024, con la costruzione della tranvia, la linea 13, termina in Piazza Cavour (percorso T-Days), nella quale non è possibile l'operazione di filosnodati. Da allora, la linea 13 è operata da bus almeno fino al termine dei lavori.

### Linea 14/14A/14B/14C

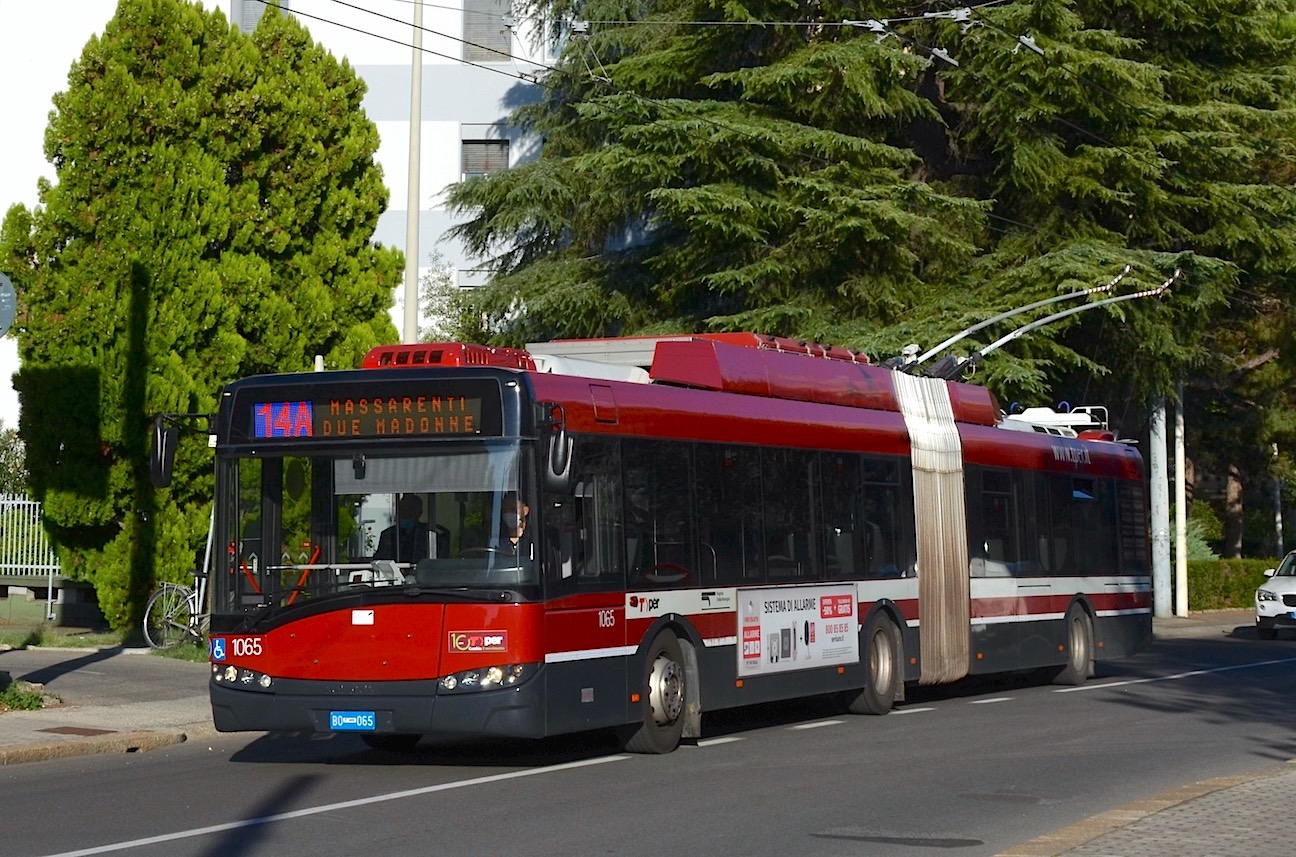
Filosnodato Solaris Trollino 18, sulla linea 14 nel 2022

La linea 14 nacque dalla trasformazione della filovia radiale 43 (Barca) in una linea diametrale operante tra il Quartiere Barca e il Quartiere San Vitale, previa costruzione ex novo della linea filoviaria sulla tratta mancante da Piazza Malpighi fino alla Rotonda Paradisi. Il capolinea inizialmente previsto era al termine di Via Massarenti, alla Rotonda Paradisi, dove effettuava capolinea la maggior parte delle corse della linea 14 sul lato est al momento della progettazione della filovia.
I lavori furono completati nel corso del 2006, ma la linea non entrò immediatamente in servizio. L'esercizio della linea 14, infatti, era stato nel frattempo prolungato con due rami: 14A fino a Via Due Madonne (deposito) e 14C fino al Pilastro, oltre a un terzo ramo, 14B, per la zona industriale Roveri, effettuato solo nella fascia oraria di punta del mattino.
Al 2020 il ramo 14A, dalla Rotonda Paradisi a Via Due Madonne, dove la linea effettua inversione in corrispondenza della rotonda Dispersi del Naufragio del Piroscafo Oria, è completamente elettrico; viceversa, sul ramo C, i filobus abbassano le aste in corrispondenza dell'uscita della tangenziale in via Massarenti e continuano la corsa col motore termico. Il ramo 14B (in quanto rinforzo mattutino), invece, è tuttora svolto con autobus.
La linea 14 è alimentata da sei sottostazioni (Barca, Tofane, Sant'Isaia, Carducci, Massarenti e Due Madonne). Tutte le linee in esercizio sono dotate di particolari dispositivi dislocati sulle stesse tali da trasmettere in remoto "allarme per caduta o rottura del bifilare" con conseguente scatto precauzionale degli interruttori di alimentazione.
A partire dal settembre 2012, dopo il ripristino della rete filoviaria, andata in tilt per il Terremoto dell'Emilia del 2012, sulla linea 14 sono in servizio i filobus Solaris Trollino-18 e i Crealis Neo.

### Linea 15
La linea 15 è nata per collegare il comune di San Lazzaro di Savena con il centro storico di Bologna, l'Autostazione di Bologna e la stazione di Bologna Centrale. Inizialmente la linea era stata ideata all'interno delle 4 linee presenti nel progetto del Civis. Dopo diverse vicende che bloccarono i lavori per la messa in funzione dell'Irisbus Civis a causa di diverse criticità tecniche legate alla sicurezza della guida del mezzo, il Civis fu sostituito da un nuovo e più sicuro mezzo, il Crealis. La linea è stata inaugurata il 1º luglio 2020: nel tragitto feriale da San Lazzaro a Piazza XX Settembre percorre le vie: Emilia Levante, Mazzini, Rizzoli, Ugo Bassi,  Marconi, Amendola e Milazzo. Nel tratto fra San Lazzaro e Via Ugo Bassi è in comune con la linea 19 fino al capolinea di Via Pertini. Su questa linea, lunga 10 km per senso di marcia, vengono utilizzati esclusivamente i Crealis Neo; si tratta inoltre dell'unica linea bolognese con l'affiancamento alla fermata attraverso la guida assistita.

### Linee 32 e 33
Queste linee percorrono i viali di circonvallazione e rappresentano le circolari esterne della rete Tper. Queste due linee sono elettricamente connesse e sono alimentate da due sottostazioni elettriche (Sant'Isaia, Carducci).
La linea 32 parte di fronte alla Stazione Centrale di Bologna e transita dalle porte Galliera, Mascarella, San Vitale, San Donato, Mazzini, Santo Stefano, Castiglione e San Mamolo (capolinea intermedio). Dopo una breve sosta, essa riparte attraverso Porta Saragozza, Porta Sant'Isaia, Porta San Felice e Porta Lame, transitando anche Via Don Minzoni, Piazza dei Martiri e Via Amendola prima di arrivare in Stazione Centrale. La 32 è attiva dal lunedì al sabato dalle 6 alle 20:30 circa, con una frequenza media di 12 minuti.
La linea 33 effettua un percorso opposto alla linea 32, transitando da Via Amendola, Piazza dei Martiri, Via Don Minzoni, Porta Lame, Porta Sant'Isaia, Porta Saragozza e Porta San Mamolo (capolinea intermedio). Da lì riparte attraverso le porte Castiglione, Santo Stefano, Mazzini, San Vitale, San Donato, Mascarella e Galliera. La linea 33 è effettuata dal lunedì alla domenica dalle 5:30 alle 00:30, con una frequenza media diurna di 12 minuti (lunedì-sabato) e di 30 minuti serale (lunedì-sabato). La domenica, la linea non viene operata da filobus e ha una frequenza media di 15 minuti la mattina presto e la sera tardi e di 20 minuti durante la giornata. Dopo che dal 2014 le corse di queste linee non sono state più effettuate da dei filobus ma dagli autobus, nel settembre 2018 sono stati reintrodotti nuovamente i primi.
Sulle circolari i mezzi in servizio sono i Solaris Trollino, a seguito della radiazione dei CAM BusOtto.

## Mezzi

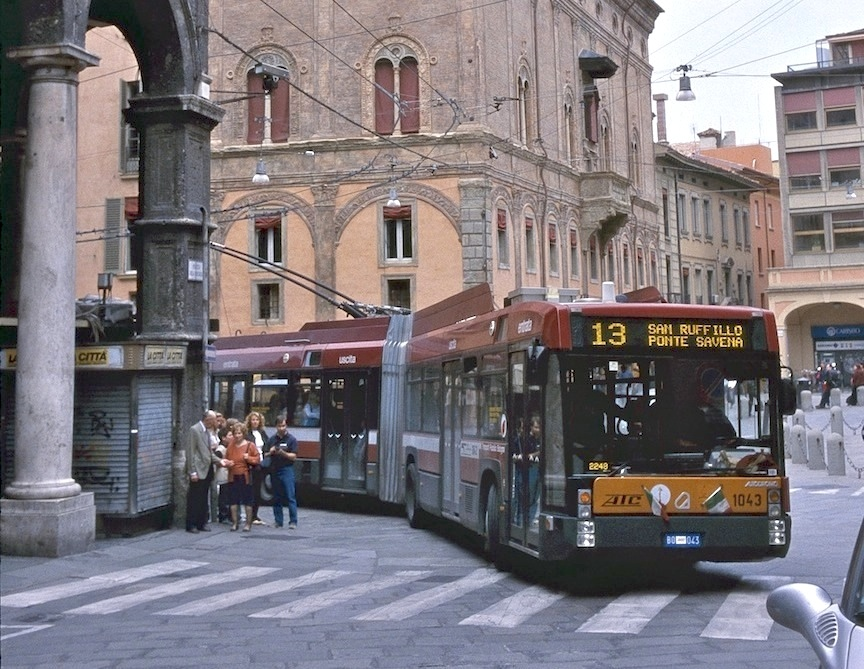
Filosnodato Autodromo (CAM) / MAN nel 2003

Il servizio filoviario di Bologna è gestito da Tper, che dispone di 94 filosnodati:
- 11 filosnodati Solaris Trollino 18 (serie 1056-1066)
- 49 filosnodati Iveco Bus Crealis Neo 18 (serie 1101-1149)

### Flotta storica
- 10 filobus da 12m Menarini Monocar 220 LF (serie 001-010)
- 10 filobus da 12 m Bredabus 4001 (serie 011-020)
- 34 filosnodati MAN NGT 204 F (serie 1021-1040/1041-1055) - radiati fra il 2022 e il 2024